# Coppa di Qatar
La Coppa di Qatar (in arabo كأس قطر‎?, in inglese Qatar Cup), denominata Coppa del Principe della Corona del Qatar (in inglese Qatar Crown Prince Cup) fino al 2013, è una competizione calcistica qatariota che si svolge ogni anno nel mese di aprile e a cui prendono parte le prime quattro classificate alla Qatar Stars League.
La prima edizione della competizione si svolse nel 1995 con il nome di Coppa del Principe della Corona del Qatar e vide la vittoria dell'Al-Rayyan. Nella stagione 2014 ha cambiato nome in Coppa del Qatar.

## Albo d'oro
- 1995 :  Al-Rayyan 1-0  Al-Arabi
- 1996 :  Al-Rayyan 2-0  Al-Wakrah
- 1997 :  Al-Arabi 0-0 (dts), (4-3 dtr)  Al-Rayyan
- 1998 :  Al-Sadd 3-2  Al-Arabi
- 1999 :  Al-Wakrah 2-1 (dts)  Al-Gharafa
- 2000 :  Al-Gharafa 0-0 (dts), (9-8 dtr)  Al-Rayyan
- 2001 :  Al-Rayyan 5-0  Al-Arabi
- 2002 :  Qatar SC 2-0  Al-Gharafa
- 2003 :  Al-Sadd 2-0  Al-Gharafa
- 2004 :  Qatar SC 2-1 (dts)  Al-Sadd
- 2005 :  Al-Khor 2-1  Al-Gharafa
- 2006 :  Al-Sadd 2-1  Qatar SC
- 2007 :  Al-Sadd 2-1  Al-Gharafa
- 2008 :  Al-Sadd 1-0  Al-Gharafa
- 2009 :  Qatar SC 0-0 (dts), (4-2 dtr)  Al-Rayyan
- 2010 :  Al-Gharafa 5-0  Al-Arabi
- 2011 :  Al-Gharafa 2-0  Al-Arabi
- 2012 :  Al-Rayyan 1-1 (dts), (5-4 dtr)  Al-Sadd
- 2013 :  Lekhwiya 3-2  Al-Sadd
- 2014 :  Al-Jaish 1-1 (dts), (4-3 dtr)  Lekhwiya
- 2015 :  Lekhwiya 1-0  Al-Jaish
- 2016 :  Al-Jaish 2-1  Lekhwiya
- 2017 :  Al-Sadd 2-1  Al-Jaish
- 2018 :  Al-Duhail 2-1  Al-Sadd
- 2019: Non disputata
- 2020 :  Al-Sadd 4-0  Al-Duhail
- 2021 :  Al-Sadd 2-0  Al-Duhail
- 2022: Non disputata
- 2023 :  Al-Duhail 2-0  Al-Sadd

## Vittorie per squadra
| Club       | Vittorie |
| ---------- | -------- |
| Al-Sadd    | 8        |
| Al-Rayyan  | 4        |
| Al-Duhail  | 4        |
| Qatar SC   | 3        |
| Al-Gharafa | 3        |
| Al-Jaish   | 2        |
| Al-Arabi   | 1        |
| Al-Wakrah  | 1        |
| Al-Khor    | 1        |